# Camille Dhello
Camille Dhello, né le 22 mars 1942 à Dolisie et mort le 5 juin 2009 à Clichy, est un mathématicien-ingénieur, homme d'affaires et homme politique congolais.

## Biographie
Camille Cyrique Dhello naît à Dolisie, ville dans laquelle, son père, Hervé Dhello, exerce comme comptable dans la filiale d'une société concessionnaire (multinationale coloniale), avant de devenir l'un des tout premiers exploitants forestiers africains. Ce père était, par ailleurs, un sympathisant du Parti progressiste congolais (PPC) de Jean Félix-Tchicaya, la section territoriale du Rassemblement démocratique africain (RDA).
Il est le frère de Jean Dello et de Hervé Thomas Dhello, membre de la cour constitutionnelle.
L'itinéraire de cet homme mérite d'être connu comme source d'inspiration de la jeunesse.

### Formation
De la classe de sixième jusqu'en terminale, au lycée Victor Augagneur de Pointe-Noire, Camille Dhello, dans une saine émulation avec ses collègues pour la plupart Blancs, collectionne les "prix d'excellence" et les "prix de meilleur élève".
En 1957, en pleine salle d'examen de la première partie du baccalauréat de la série « mathématiques élémentaires » (ancêtre de la série S actuelle), dont les sujets sont adoptés depuis l'académie de Bordeaux, le jeune Dhello fait remarquer qu'il y a une erreur dans l'énoncé. C'est d'abord un tollé; mais à force de concertation entre Bordeaux et Pointe-Noire, on finit par donner raison à cet élève qui avait toujours eu, chaque année, le premier prix de mathématiques, depuis la classe de sixième.
Lorsque l'académie de Bordeaux voulut connaître l'identité de cet élève « pas comme les autres », le tout premier proviseur du lycée appelé George Duvernoy répondit « C'est un petit Noir ! ».
Après son baccalauréat, il sort diplômé de l'École de la marine marchande du Havre. En 1962, il devient un des tout premiers étudiants Noirs de la prestigieuse école d'ingénieurs des Ponts et chaussées. En 1972, il décroche le titre de docteur-ingénieur, après la soutenance de sa thèse à l'université Paris-VI. La thèse de doctorat es sciences, en mécanique, porte sur: « La théorie des équivalences et les problèmes d'élasticité tridimensionnels et extension aux problèmes d'écoulement en milieux poreux. »
Il a été président des « Mouettes », une association des anciens du lycée Victor-Augagneur, à Pointe-Noire, au Congo,.

### Carrière professionnelle
De 1972 à 1978, Camille Dhello est directeur du Port autonome de Pointe-Noire. En 1979, il devint secrétaire général puis ministre des transports et de l'aviation civile, jusqu'au début des années 1980. 
Ayant retrouvé le port de Pointe-Noire comme patron de l'unique société nationale de transports maritimes (Conseil congolais des chargeurs), revient au gouvernement à la faveur de la Conférence nationale souveraine de 1991. Camille Dhello y assure les fonctions de ministre délégué auprès du Premier ministre André Milongo dans le « gouvernement de transition », chargé des Mines et de l'Énergie.

### Accident de la circulation
Le 5 juin 2009, à Courbevoie, en région parisienne, un bus de la RATP le pércute et il y perd la vie dans des conditions rocambolesques. Comme le signale Noël Magloire Ndoba, on peut faire un parallèle avec la mort du physiscien Pierre Curie ou celle de l'homme de lettres Roland Barthes.
Son ami le médecin-colonel et écrivain Tchichellé Tchivéla a prononcé l'oraison funèbre, lors de ses obsèques à Pointe-Noire.